# Hail, Columbia
Hail, Columbia, är en amerikansk patriotisk sång och folkvisa. Den åsyftar den kvinnliga nationalpersonifikationen Columbia.
Hail, Columbia används som fanfar och välkomsthälsning för USA:s vicepresident och har gjort det sedan 1969.
Fram till 1931, då The Star-Spangled Banner utsågs till USA:s officiella nationalsång, ansågs den vara en av de möjliga kandidaterna till den hedersbetygelsen.
Melodin är av okänd ålder men användes 1789 av Philip Phile i hans President's March. Texten skrevs 1798 av Joseph Hopkinson.